# Pons Aemilius
El Pons Aemilius (Ponte Emilio) o Ponte Rotto (lit. 'Pont Trencat') va ser el primer pont de maçoneria de Roma, Itàlia. Creuava el Tíber una mica al nord de l'antic Ponte Sublicio.

## El pont en l'època romana
Generalment s'atribueix als censors Marc Emili Lèpid i Marc Fulvi Nobílior, l'any 179 aC, quan s'haurien construït els pilons, però, basant-nos en passatges de Plutarc i de Titus Livi i en una representació en una moneda, potser caldria atribuir-lo a Mani Emili Lèpid, i el pont s'hauria construït per donar pas a la Via Aurèlia, entorn del 241 aC L'any 179 aC es va reconstruir en ocasió de la renovació del port fluvial proper.
El 142 aC els censors Publi Corneli Escipió Emilià Africà Menor i Luci Mummi Acàic van substituir l'originària passarel·la de fusta per arcs de maçoneria. El pont va ser restaurat sota August en el 12 aC.

## Edat mitjana i Edat Moderna
A l'Edat Mitjana estan testificats també els noms de Ponte digues Lepido (Pons Lepidi) o Ponte Lapideo (Pons Lapideus), des de mitjan segle viii Ponte Maggiore (Pons Maior) i el 1144 Ponte dei Senatori (Pons Senatorum). A la guia de Roma de 1763 de Giuseppe Vasi (Itinerario istruttivo per ritrovare le antiche e moderne magnificenze di Roma) apareix citat com Ponte digues Santa Maria, anomenat també Rotto i s'inclouen les denominacions precedents de Ponte Senatorio i Ponte Janiculense.
Va sofrir danys en diverses ocasions durant les crescudes del riu (1230, 1422) i l'any 1552, durant el papat de Juli III, Nanni di Baccio Bigio va reconstruir totalment els arcs. En 1557 una altra inundació el va destruir de nou.
El 1573 va començar l'enèsima reconstrucció, sota el papa Gregori XIII, per l'arquitecte Matteo di Castello i es va acabar el 1575, segons diu la inscripció sobre l'únic arc que sobreviu en l'actualitat. La gran inundació de 1598 va fer desaparèixer tres dels sis arcs i el pont mai més es va reconstruir, i per això li va quedar la denominació de Ponte Rotto ('Pont Trencat').
Entre 1853 i 1887 les restes del pont van estar unides amb passarel·les metàl·liques subjectes per cables a la riba esquerra del riu (segons el projecte de l'enginyer Pietro Lanciani). Posteriorment aquesta passarel·la es va eliminar i els dos arcs més propers a la riba es van destruir per a la construcció dels dics moderns del riu. Actualment només es conserva un dels tres arcs del segle xvi, que es recolza en pilones originals del segle ii aC

## Un altrePonte Rotto
La denominació de Ponte Rotto (Pons fractus o Pons ruptus) es donava anteriorment també a les restes del pont romà conegut com a Ponte di Agrippa, posteriorment Ponte Antonino o Ponte Aurelio, després Ponte di Valentiniano, fins a la reconstrucció del Ponte Sisto al segle xv.

## Galeria

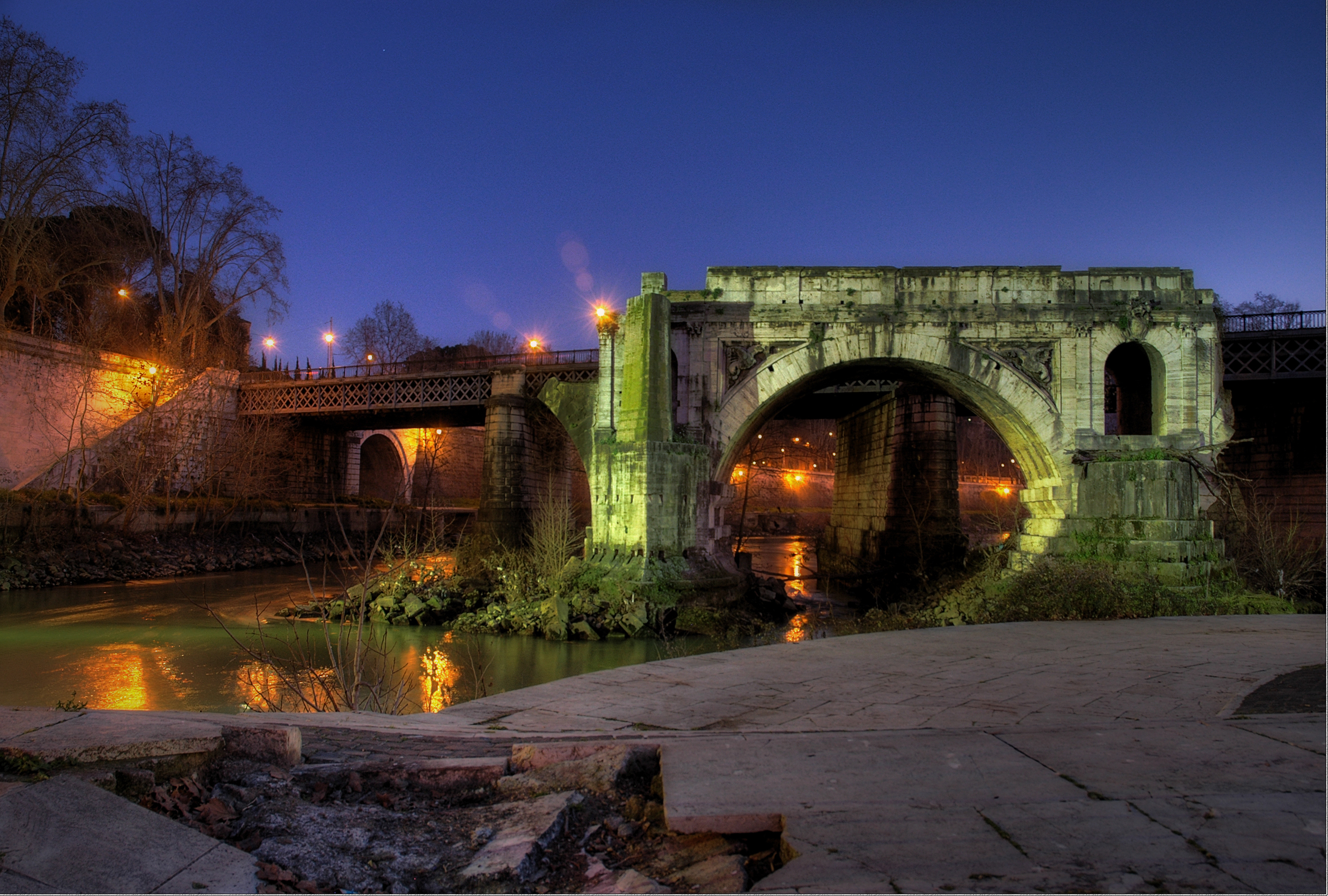
Vista nocturna del Ponte Rotto
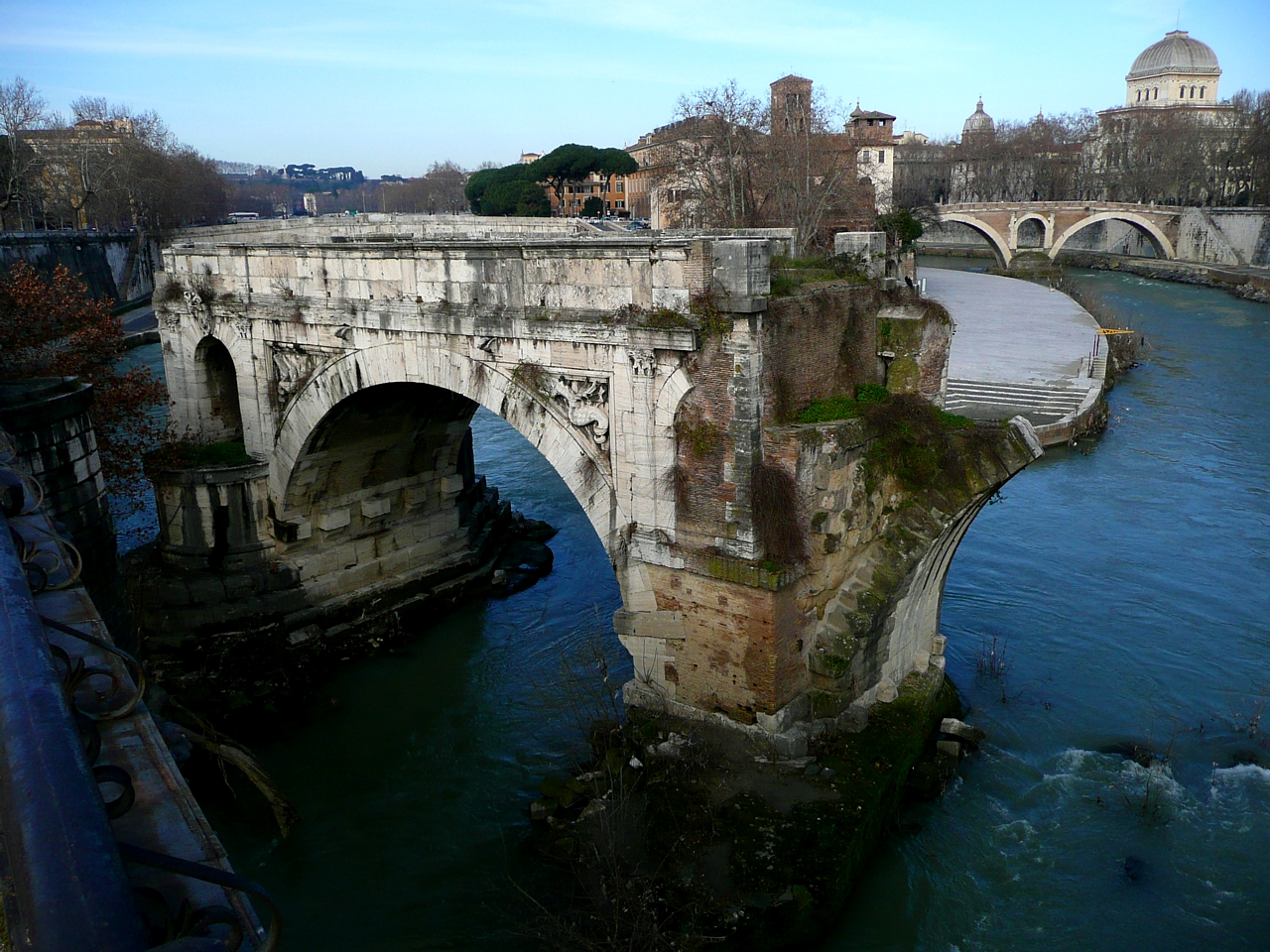
El Ponte Rotto
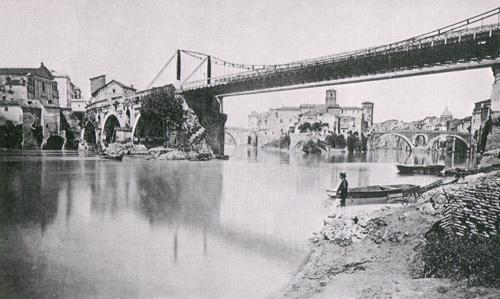
El pont entorn de 1875, amb la passarel·la metàl·lica del segle xix.
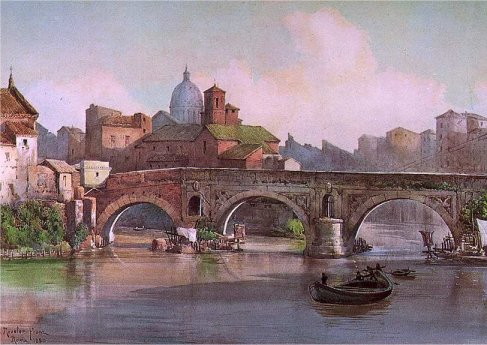
El Ponte Emilio en un quadre de 1880 de Ettore Roesler Franz.